# AVGP

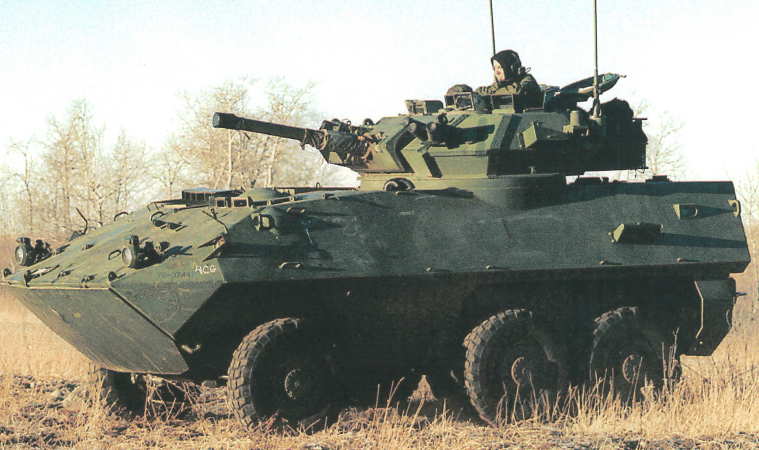
SALH Cougar в CFB Wainwright

AVGP (Armoured Vehicle General Purpose, укр. Бронемашина загального призначення), пізніше відома як LAV I, — серія з трьох бойових броньованих машин-амфібій, розроблених на замовлення канадських військових в 1970-х роках. Транспортні засоби під назвами Grizzly, Cougar і Husky створені на базі шестиколісної версії швейцарської Mowag Piranha I і стали першим поколінням легкої броньованої машини, виробленої General Motors Diesel (пізніше канадська General Dynamics Land Systems).
Програма AVGP призвела до розробки 8x8 LAV II, варіанти якого були прийняті на заміну AVGP. Це були бойові розвідувальні машини Bison і Coyote, які замінили Grizzly і Cougar відповідно.
Канадська армія зняла з озброєння всі варіанти AVGP, починаючи з 2005 року; однак певну кількість списаних транспортних засобів було передано іншим військовим і поліцейським силам, де вони продовжують використовуватися.

## Історія

### Канада

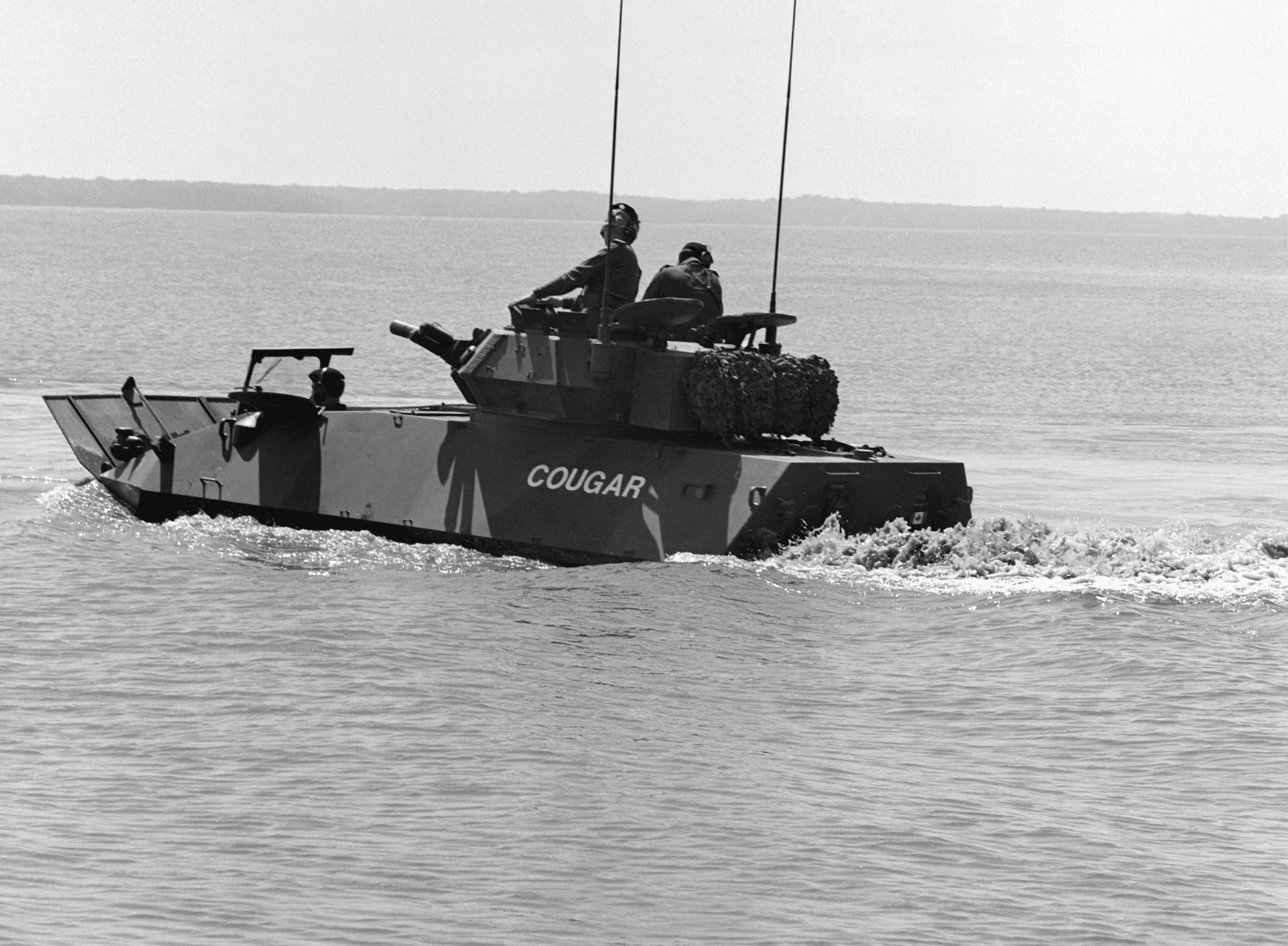
Плавання Cougar

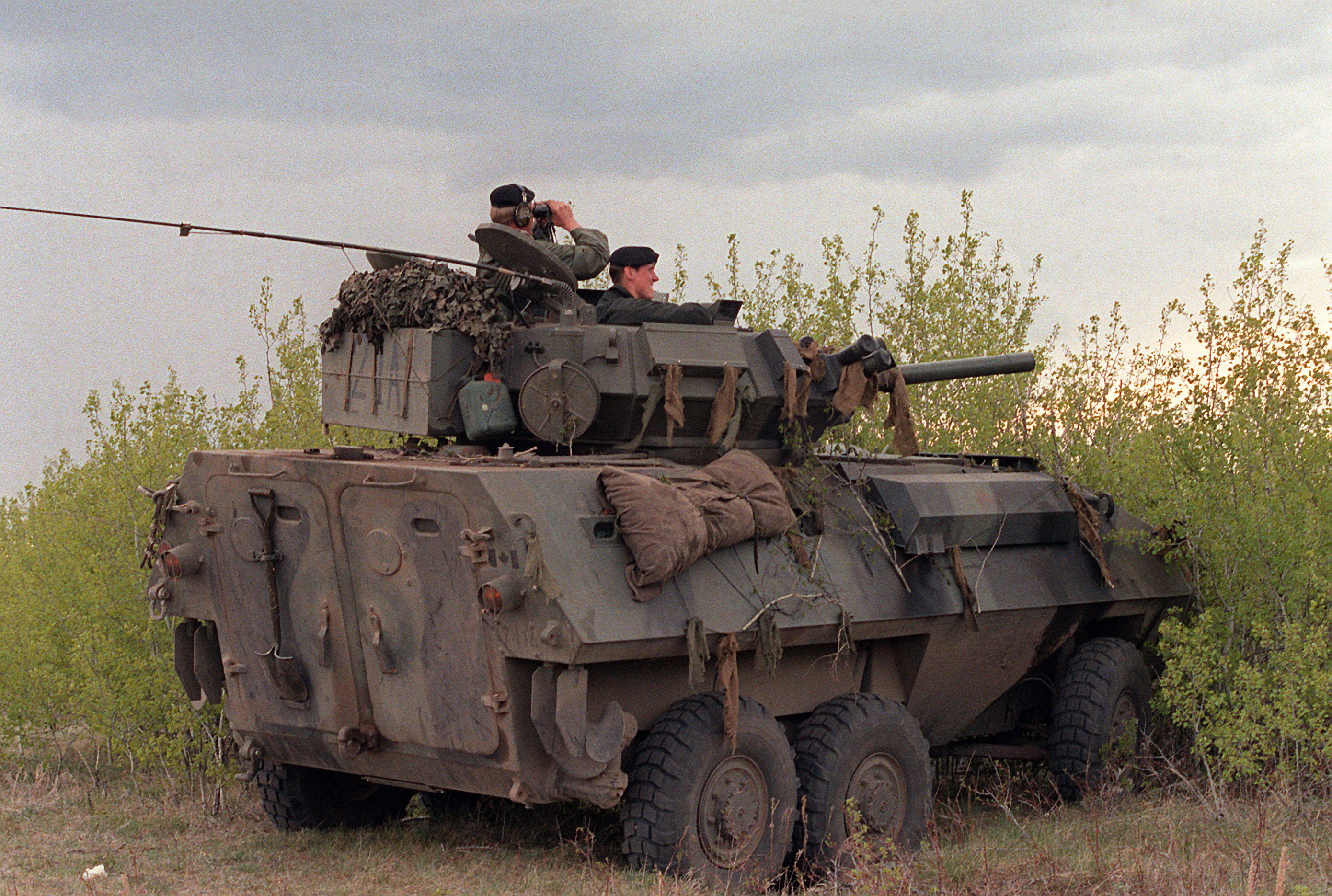
Cougar

У 1974 році канадські військові розпочали програму закупівлі легких транспортних засобів для армійських резервів. Армія хотіла мати гнучкий транспортний засіб, який можна було б пристосувати для служби в різних ролях. Військові розробили вимоги до чотирьох різних варіантів. Cadillac-Gage, здавалося, готова була отримати цей контракт. Швейцарська фірма Mowag запропонувала свою Piranha. Mowag співпрацювала з General Motors Diesel для виробництва AVGP на заводі General Motors у Лондоні, Онтаріо. У березні 1976 року було обрано Piranha.
Варіанти AVGP були прийняті на озброєння Канади наприкінці 1970-х років.
AVGP мав гвинти та лопатки для амфібій, як і восьмиколісний Bison, який був безпосереднім наступником сімейства машин.
Cougar використовувався для навчання в Канаді як розвідувальна машина. Протягом 1980-х і 1990-х років він використовувався бронетанковими частинами як машина вогневої підтримки тих підрозділів, які не були оснащені танками Leopard.
Grizzly використовувався як бронетранспортер у піхотних батальйонах регулярних сил, які не були оснащені БТР M113, а також у резервних частинах. У більшості транспортних засобів були демонтовані морські силові установки. У рамках проєкту Wheeled LAV Life Extension канадські збройні сили планували переобладнати транспортні засоби Grizzly і Husky для таких варіантів підтримки, як командний пункт і автомобіль мобільної ремонтної групи. Однак у 2005 році проєкт було скасовано, а транспортні засоби зняті з експлуатації.
AVGP було передано кільком місіям ООН, включаючи охоронні сили ООН і місію в Сомалі. Один Grizzly був захоплений сербськими військами наприкінці 1990-х років, де він використовувався у миротворчій місії.
У травні 2007 року поліцейська служба Едмонтона отримала від канадської армії Grizzly без озброєння.
У березні 2010 року канадська армія передала два знятих з озброєння Cougar AVGP Канадській королівській кінній поліції Британської Колумбії для використання Групою екстреного реагування. Вони були модернізовані для транспортування штурмових груп екстреного реагування у небезпечні зони, де транспортування в неброньованих автомобілях було б небезпечним.
У квітні 2014 року Департамент національної оборони передав Cougar AVGP Віндзорській поліцейській службі у Віндзорі, Онтаріо.

### Використання в Африці
У червні 2005 року канадський уряд оголосив про плани тимчасово передати 105 AVGP (100 Grizzly та 5 Husky) африканським миротворцям у регіоні Дарфур у Судані. AVGP вважався достатньо сучасним, щоб бути корисним у цьому конфлікті низької інтенсивності. Канада планувала залучити цивільних підрядників для обслуговування цих машин. Оскільки транспортні засоби містили деякі вироблені в США або ліцензовані запчастини, для тимчасової передачі транспортних засобів потрібен був дозвіл США. Спочатку транспортні засоби повинні були поставлятися без башт Cadillac-Gage. Транспортні засоби прибули до Сенегалу наприкінці літа 2005 року.
Уряд Судану вимагав різного роду гарантій, перш ніж дозволити миротворцям використовувати транспортні засоби в Судані. 18 листопада 2005 року машини почали прибувати до Судану в білому кольорі з баштами. Тимчасова передача транспортних засобів для миротворчої місії в Судані спочатку планувалася на один рік.
Однак тимчасова передача була продовжена і передана від Африканського Союзу до сил ООН. За даними Amnesty International, солдати, які використовували позичені транспортні засоби, служили в Судані надто короткий термін, щоб пройти належну підготовку та стати досвідченими. Одну з машин було знищено ручним протитанковим гранатометом. Другий автомобіль отримав пошкодження, коли протаранив більш озброєну, але неброньовану техніку.

### Уругвай

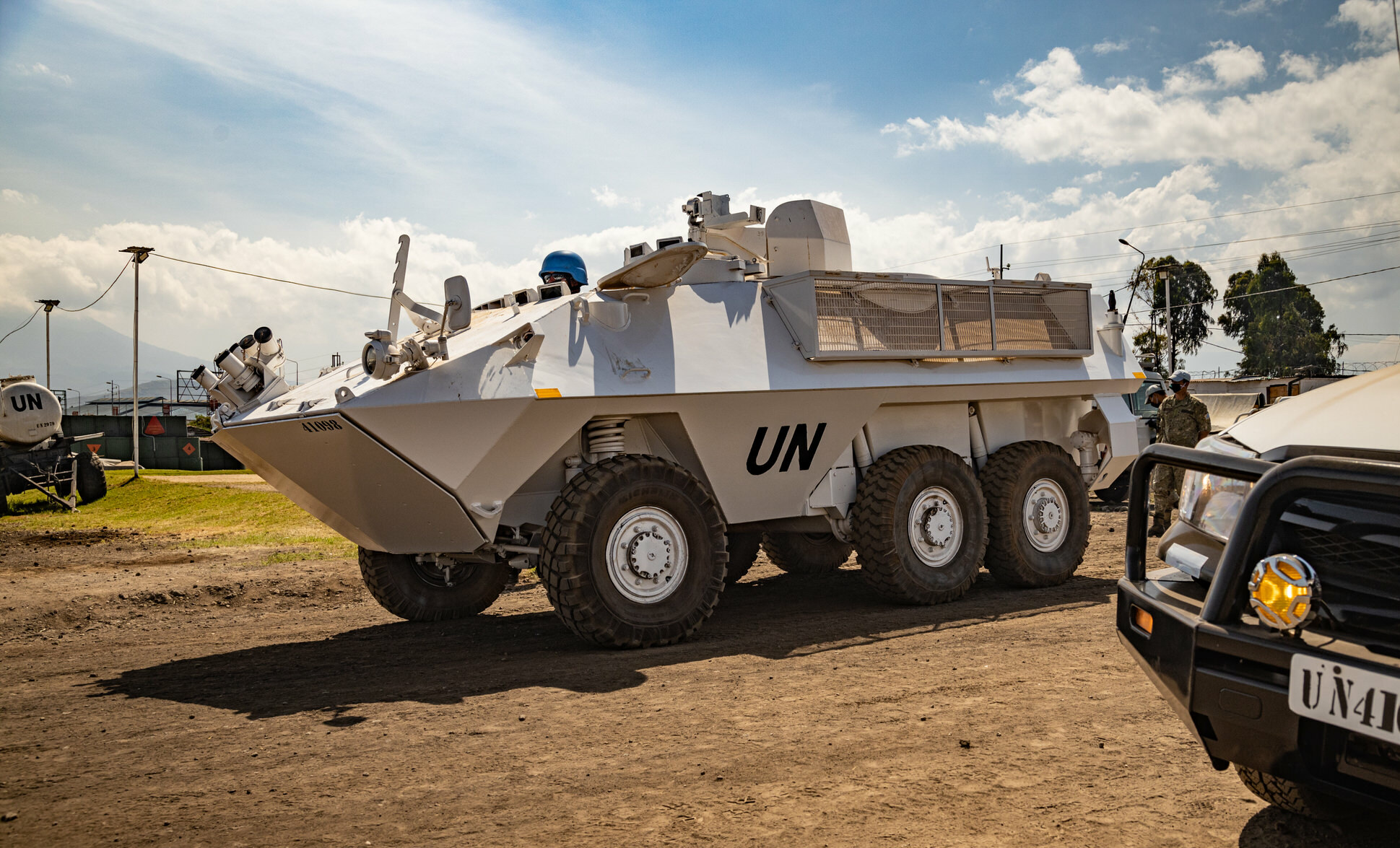
Cougar без башти на службі в уругвайському контингенті місії ООН у Демократичній Республіці Конго в Гомі, червень 2020

У 2008 році армія Уругваю купила 44 надлишкові Cougar у канадської армії. Чилійська компанія-виробник MOWAG-Piranha FAMAE відремонтувала їх без башти, оскільки вони мали виконувати роль бронетранспортерів для розгортання місії ООН у Демократичній Республіці Конго і всередині країни.
У 2009 році Уругвай купив 98 Grizzly та 5 Husky, які використовувалися місією AMIS/UNAMID у Дарфурі. Повідомляється, що з 2011 року транспортні засоби перебувають на модернізації за контрактом з FAMAE, який передбачає встановлення нових двигунів і коробок передач, а також проведення профілактичного обслуговування для підтримки їх у належному стані.

## Варіанти
Варіанти AVGP включають:

### Cougar
- Тренажер для танків, бойова розвідувальна машина та машина вогневої підтримки[10]
- Екіпаж з трьох осіб[10]
- Встановлена башта від британської розвідувальної машини FV101 Scorpion (76-мм гармата)[10]

### Grizzly
- Бронетранспортер[7]
- Екіпаж з трьох осіб[7]
- Призначений для перевезення секцій піхоти[7]
- Встановлена 1-метрова башта Cadillac-Gage[en], із .50 BMG і 7,62-мм кулеметом[7][23]

### Husky
- Броньована евакуаційна машина[11]
- Екіпаж з двох осіб[11]
- Призначена для забезпечення механічної підтримки двох інших транспортних засобів[11]

## Оператори

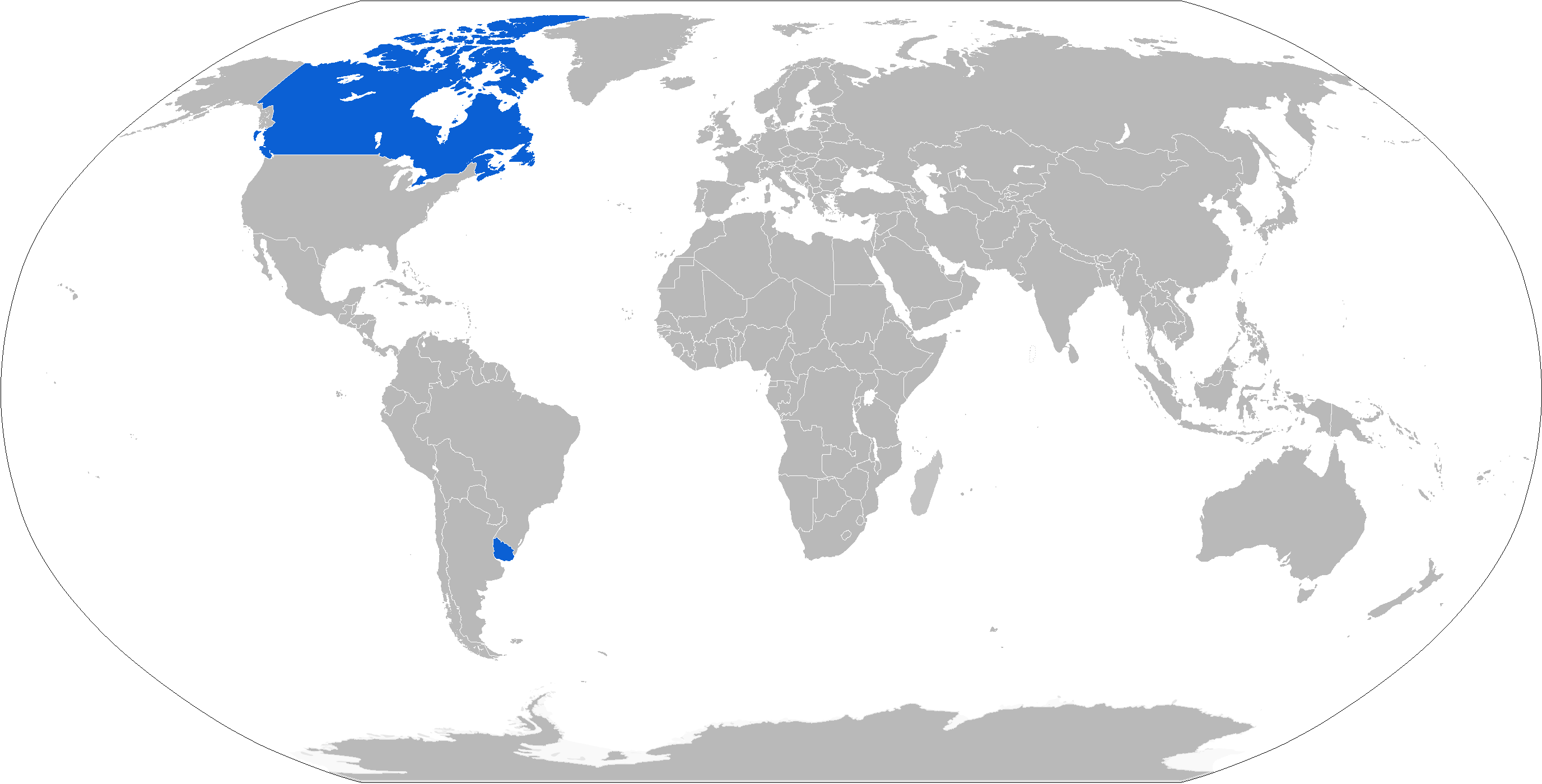
Оператори AVGP позначені синім кольором

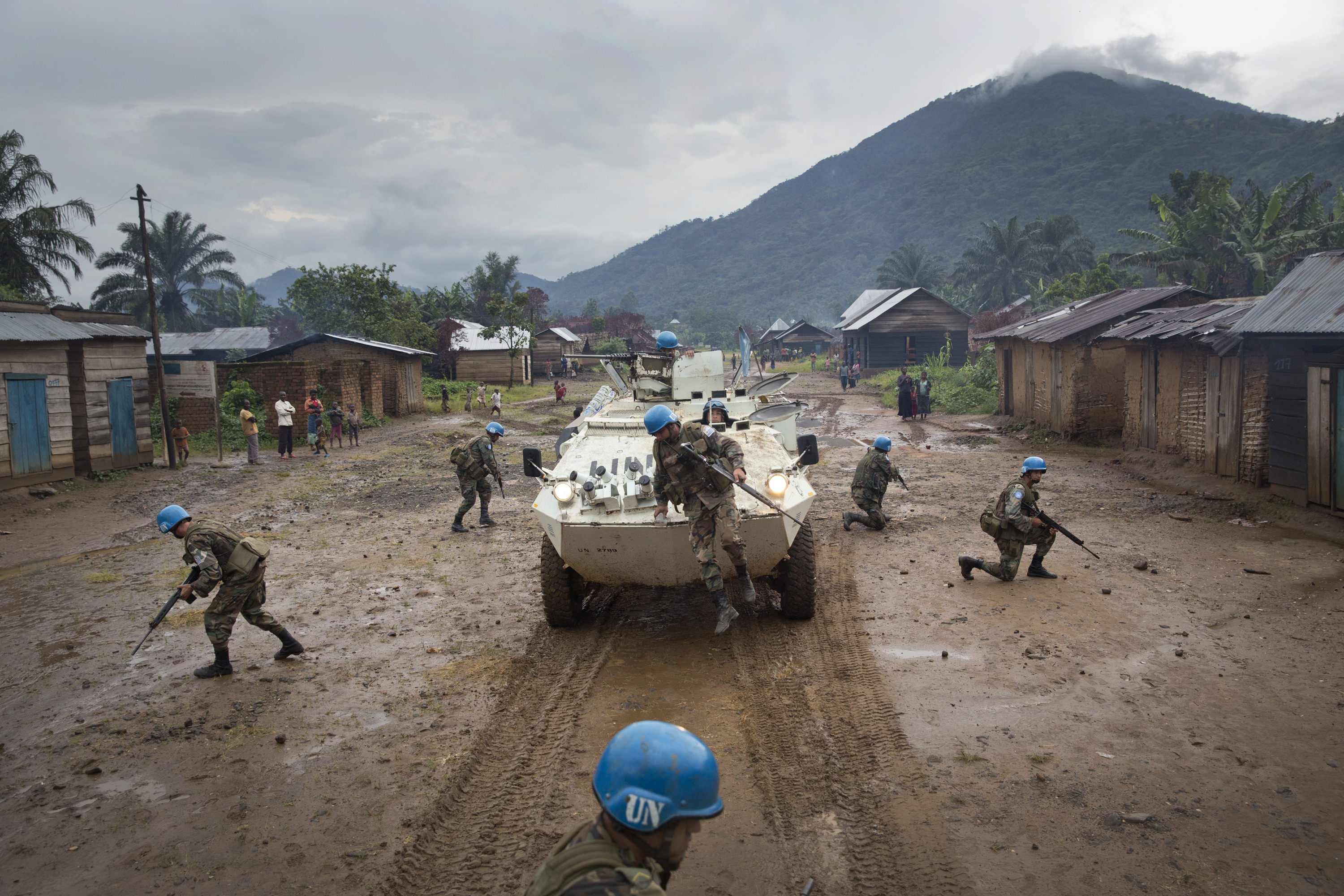
Cougar без башти на службі в уругвайському контингенті місії ООН у Демократичній Республіці Конго, у Північному Ківу, грудень 2013

### Колишні оператори
- Канада (Канадська армія) — AVGP використовувалися регулярними та резервними підрозділами, Cougar — у бронетанкових полках, а Grizzly — у мотопіхотних батальйонах.
- Сербія — принаймні один канадський Grizzly, який використовувався у колишній Югославії, був захоплений сербськими військами та був помічений на службі Jedinica za Specijalne Operacije (JSO, підрозділ спеціальних операцій) або Crvene Beretke (Червоні берети), підрозділу сербської поліції.[24]

### Поточні оператори
- Канада
  - Канадська королівська кінна поліція — як варіант Tav 2 (Cougar, модифіковані для завдань Групи екстреного реагування[en]),[25] вони були безкоштовно передані канадською армією Канадській королівській кінній поліції у Британській Колумбії в березні 2010 року.[26][27]
  - Поліцейська служба Едмонтона[en] отримала один Grizzly в 2007 році.
  - Регіональна поліція Нью-Глазго отримала один Grizzly у 2013 році.[28] Через занепокоєння, що він не використовується щоденно, регіональна поліція Нью-Глазго готова передати його іншій поліції, якій він потрібен у 2017 році.[29]
  - Поліцейська служба Віндзора отримала один Cougar у 2013 році.[26]
- Уругвай — 44 відремонтованих Cougar зі знятими баштами.[8] 98 Grizzly та 5 Husky отримано безпосередньо від місії AMIS/UNAMID у Судані.

### Інші
- Африканський Союз (місія AMIS) — 100 (−1 втрачено в бою) Grizzly, 5 Husky[30]